# Hechingen Ladies Open 2011
L'Hechingen Ladies Open 2011 è stato un torneo professionistico di tennis femminile giocato sulla terra rossa. È stata la 12ª edizione del torneo, che fa parte dell'ITF Women's Circuit nell'ambito dell'ITF Women's Circuit 2011. Si è giocato a Hechingen in Germania dal 1° al 7 agosto 2011.

## Partecipanti

### Teste di serie
| Nazionalità | Giocatrice          | Ranking* | Testa di serie |
| ----------- | ------------------- | -------- | -------------- |
| Germania    | Tatjana Maria       | 181      | 1              |
| Germania    | Anna-Lena Grönefeld | 197      | 2              |
| Germania    | Laura Siegemund     | 220      | 3              |
| Francia     | Séverine Beltrame   | 237      | 4              |
| Slovenia    | Maša Zec Peškirič   | 240      | 5              |
| Francia     | Audrey Bergot       | 244      | 6              |
| Colombia    | Catalina Castaño    | 281      | 7              |
| Polonia     | Katarzyna Piter     | 282      | 8              |

- Ranking al 25 luglio 2011.

### Altre partecipanti
Giocatrici che hanno ricevuto una wild card:
- Korina Perkovic
- Iva Primorac
- Jessica Raith
- Carina Witthöft

Giocatrici che sono passate dalle qualificazioni:
- Anna-Lena Friedsam
- Ekaterine Gorgodze
- Sina Haas
- Daniëlle Harmsen
- Anna Korzeniak
- Diāna Marcinkēviča
- Tereza Mrdeža
- Milana Špremo

## Campionesse

### Singolare
Tatjana Maria ha battuto in finale  Sarah Gronert con il punteggio di 6–3, 6–4

### Doppio
Sandra Klemenschits /  Tatjana Maria hanno battuto in finale  Korina Perkovic /  Laura Siegemund con il punteggio di 4–6, 6–2, [10–7]